# گوش گربه تخت
هیپوکائریس سرده ای از گیاهان از خانواده کاسنیان است. بسیاری از گونه‌ها به نام گوش گربه شناخته می‌شوند. این گیاهان یک ساله و چند ساله هستند که معمولاً دارای سر گل با گلچه‌های پرتو زرد هستند. این گیاهان ممکن است شبیه قاصدک بوده یا با آن اشتباه گرفته شوند و به همین دلیل به برخی از آنها قاصدک دروغین می‌گویند.
برآورد تعداد گونه‌ها از حدود 50 تا حدود 100 گونه است. بیشتر گونه‌ها بومی آمریکای جنوبی هستند، اما برخی در اوراسیا و شمال آفریقا نیز یافت می‌شوند.

## ریشه‌شناسی
نام آن از یونانی ὑπό (زیر) و χοῖρος (خوک جوان) گرفته شده است.